# Sel de Bandrélé

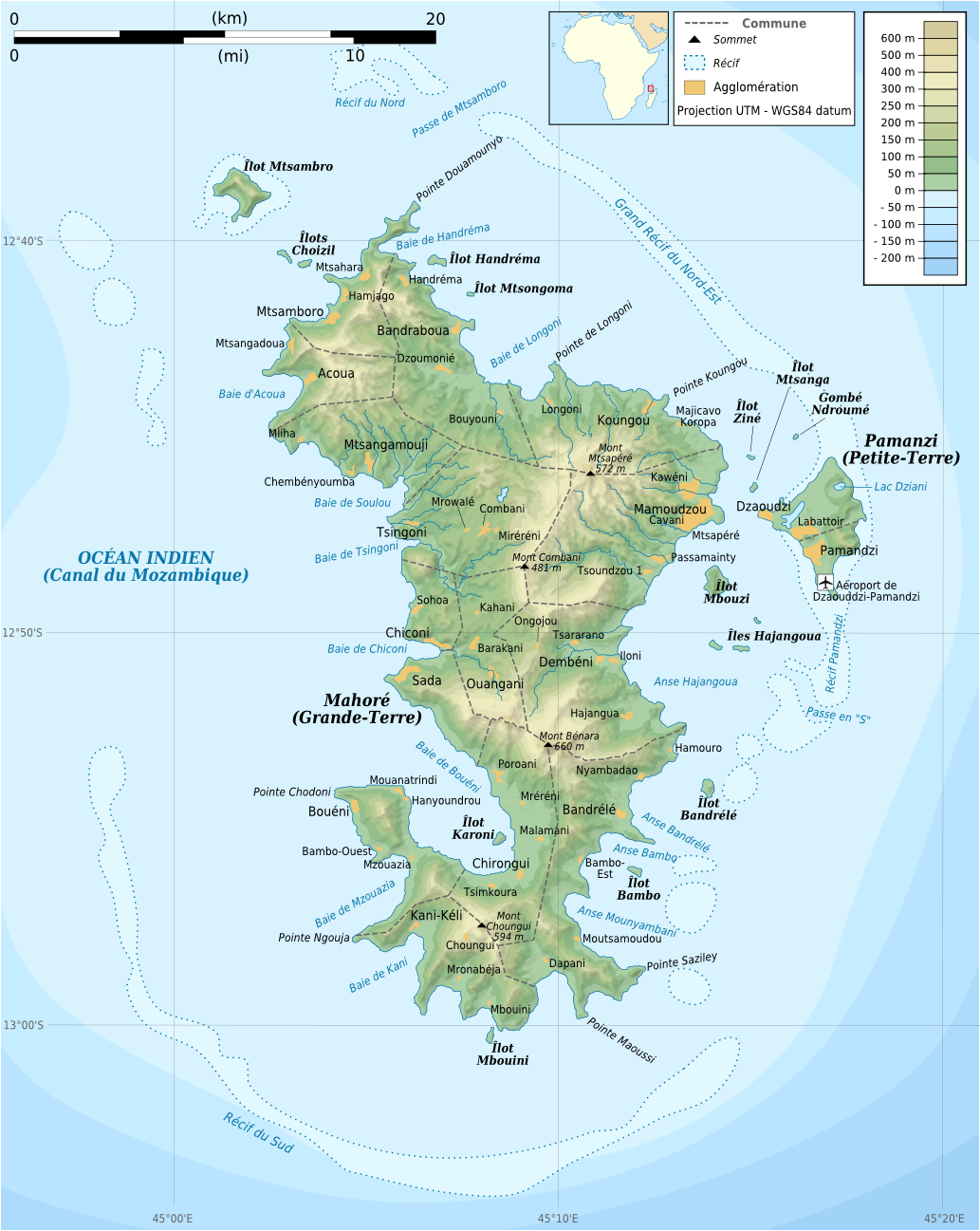
Carte topographique de Mayotte

Le sel de Bandrélé est une ressource naturelle de Mayotte, exploitée sur le seul site de l'île où cette production de sel à partir du limon est encore pratiquée. Un timbre émis par La Poste de Mayotte le 1er juin 2002 rend hommage à cette activité traditionnellement pratiquée par les femmes.
Bandrélé village fait partie de la commune de Bandrélé, située dans l'anse Bandrélé, au sud-est de l'île de Mayotte. Son littoral est composé d'une plage qui sépare la mangrove d'une plaine côtière, submersible au moment des très hautes marées.
L'écoulement de l'eau sur cette plaine dépose une couche de boue argilo-sableuse, le limon, qui pendant la saison sèche rend cette zone propice à l'exploitation du sel.
Un écomusée permet de faire connaître cette activité traditionnelle.

## Mamas shingos
À Mayotte, ce sont essentiellement les femmes qui pratiquent la production de sel. En dialecte mahorais, ces saunières sont appelées mamas shingos, ce qui signifie les « mamans du sel ».
Contrairement aux techniques utilisées dans la saliculture, où le sel est récolté par évaporation de l'eau de mer sous l'action du soleil dans des marais salants, les Mahoraises obtiennent leur sel en utilisant des techniques ancestrales transmises de mère en filles, utilisées dans la saunerie, et consistant à la concentration d'une saumure, puis au séchage de celle-ci sous l'action de la chaleur d'un feu de bois.
Si autrefois cette production alimentait toute l'île, aujourd'hui seuls quelques amateurs ou petits commerçants continuent à en acheter. Les saunières se sont organisées en association et ont créé un écomusée du sel afin de valoriser et faire découvrir leur savoir-faire,.

## Récolte du limon

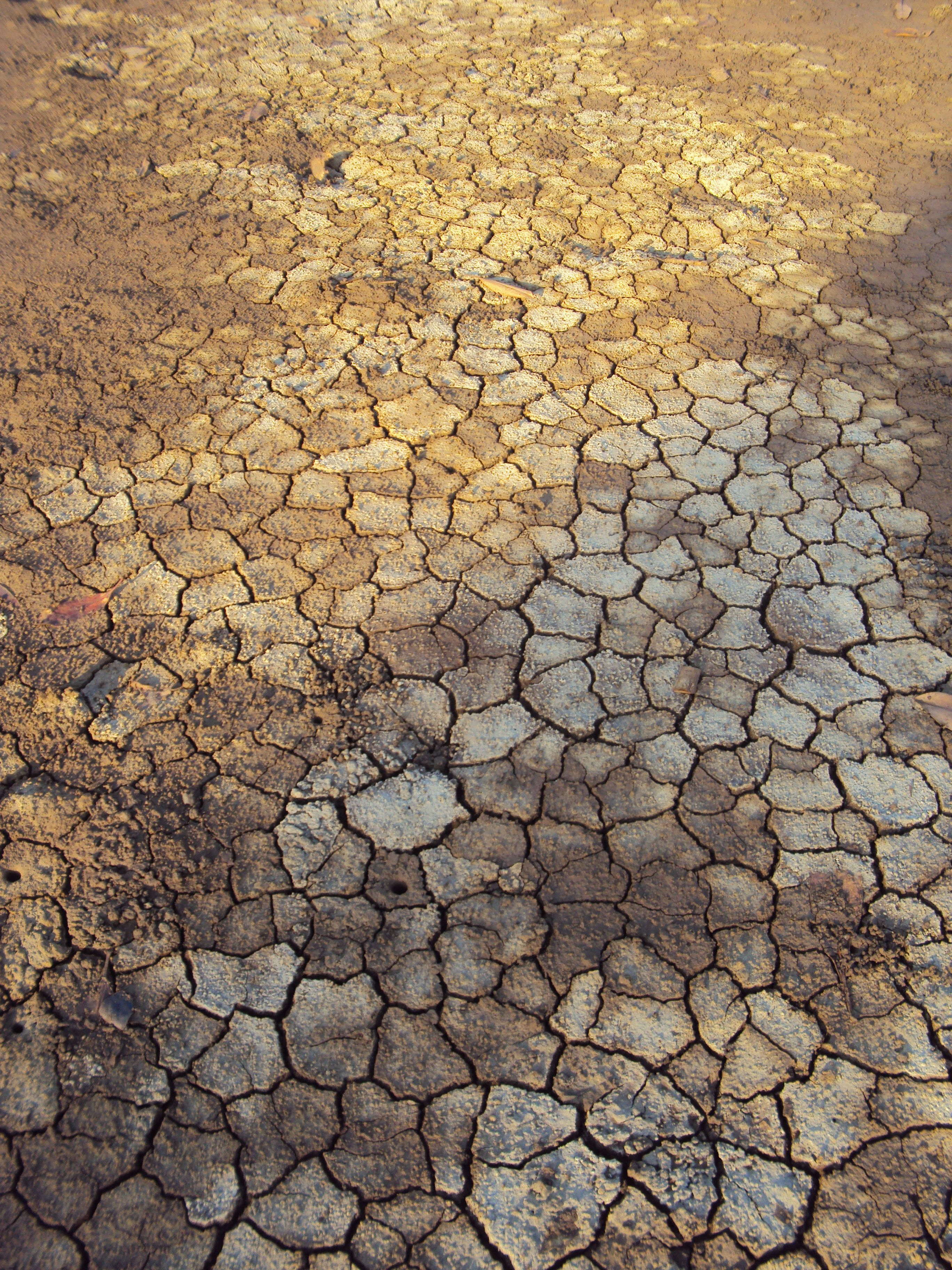
Sol de limon et fleur de sel.
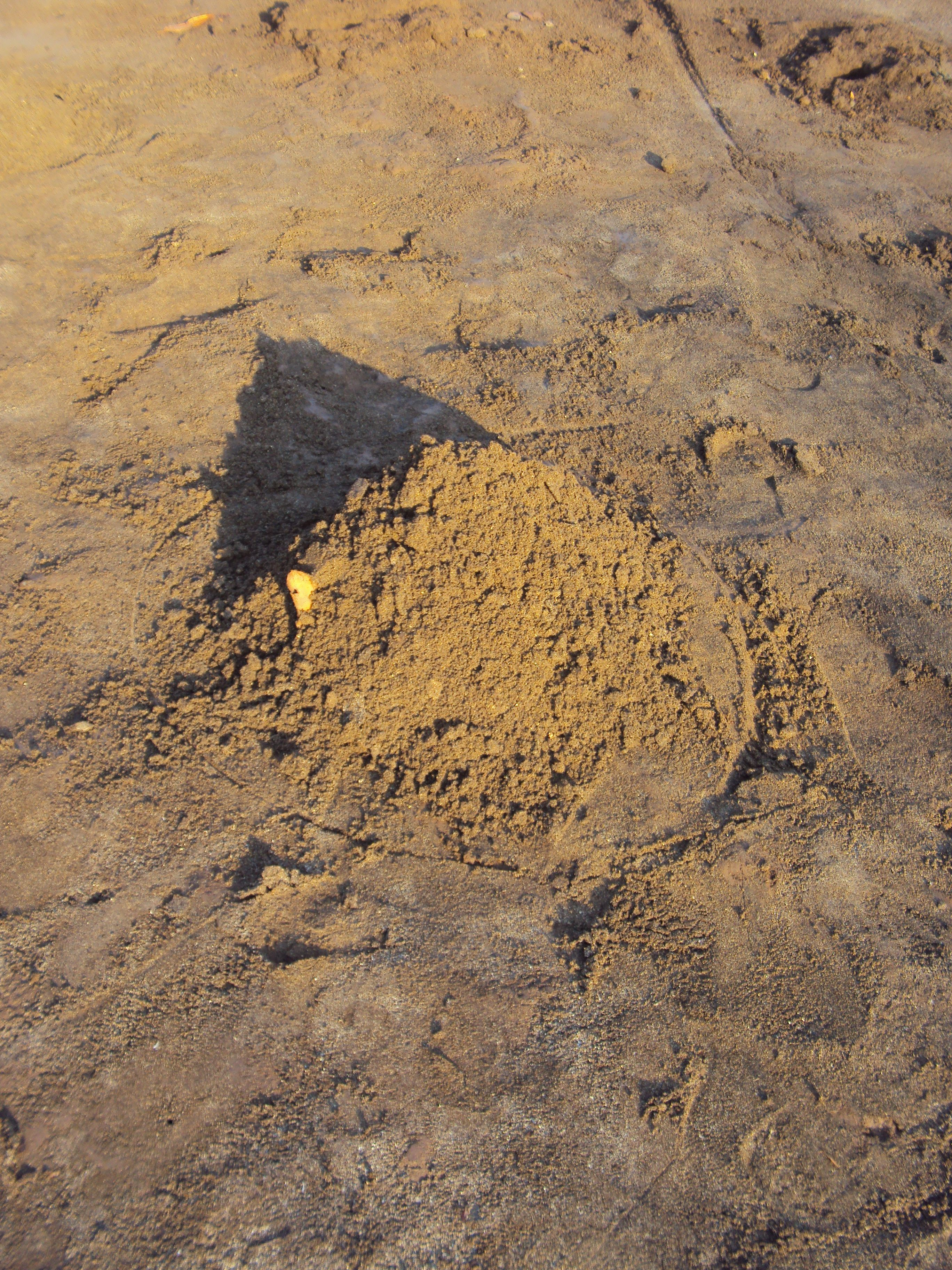
Amas de limon.

Si auparavant le sol asséché était gratté par les saunières à l'aide d'une demi-noix de coco, actuellement elles se servent d'un ustensile quelconque pouvant faire office de raclette. Le limon est alors réuni en monticule pour être ensuite ramassé et transporté à la zone de filtration à l'aide d'une brouette ou d'un seau porté sur la tête.

## Système de filtration

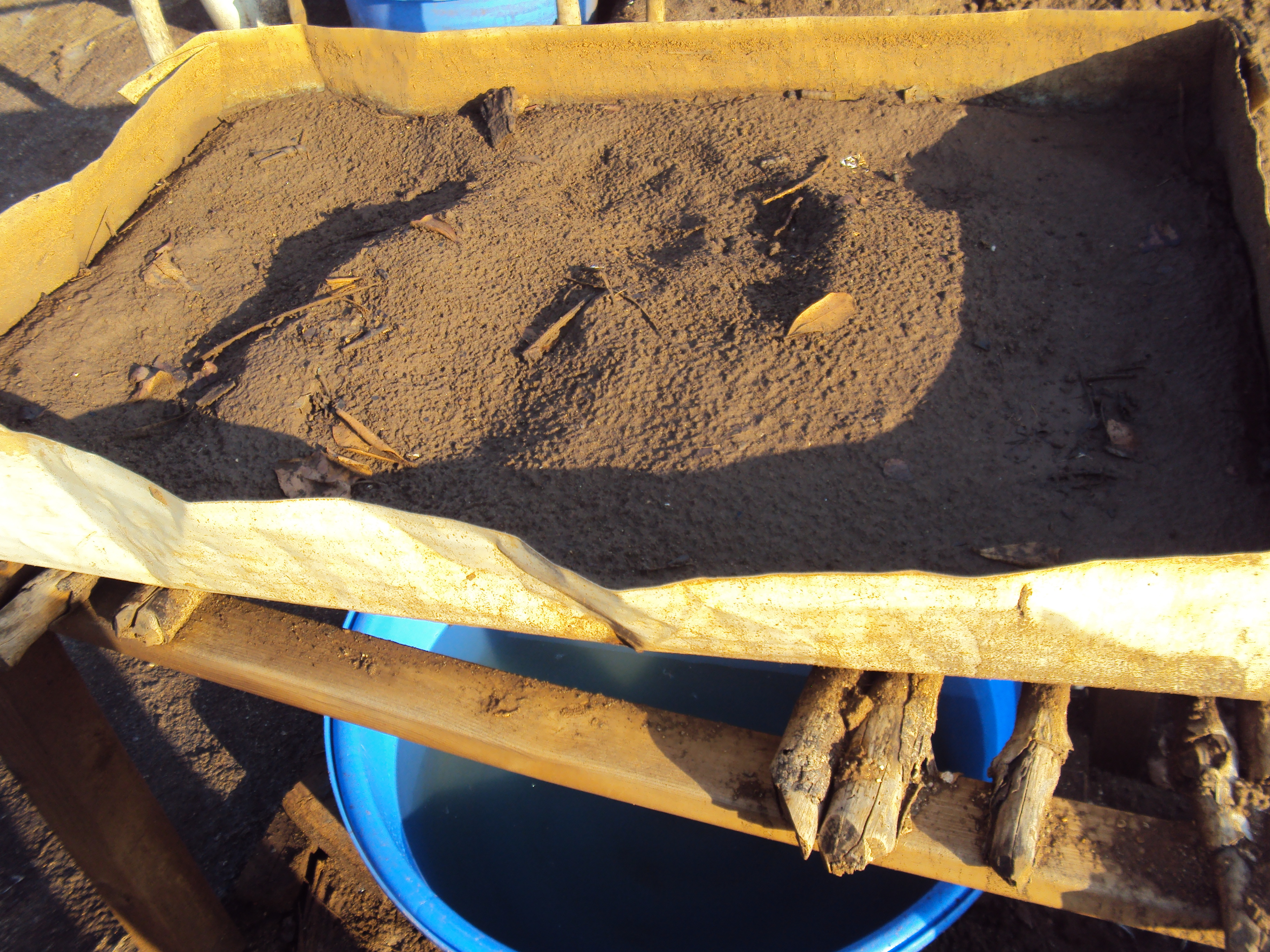
Système de filtration

Les femmes creusent des vasières artificielles dans la mangrove afin d'avoir de l'eau de mer à disposition ou récupèrent de l'eau douce à une fontaine d'eau payante.
Le limon, mélangé à la saumure d'eau de mer ou à l'eau douce, est déposé dans un plateau métallique rectangulaire dont la base a été trouée puis recouverte de fibre de cocotier ou plus récemment de fibre synthétique, qui sert de filtre.
Cette phase de filtration correspond à une phase de lavage des sablesou  du limon.
Après décantage, la saumure est débarrassée de ses impuretés, et le filtrat obtenu, une solution concentrée dont la salinité est plus élevée, coule alors dans une bassine placée en dessous du dispositif de filtration.

## Évaporation et cristallisation

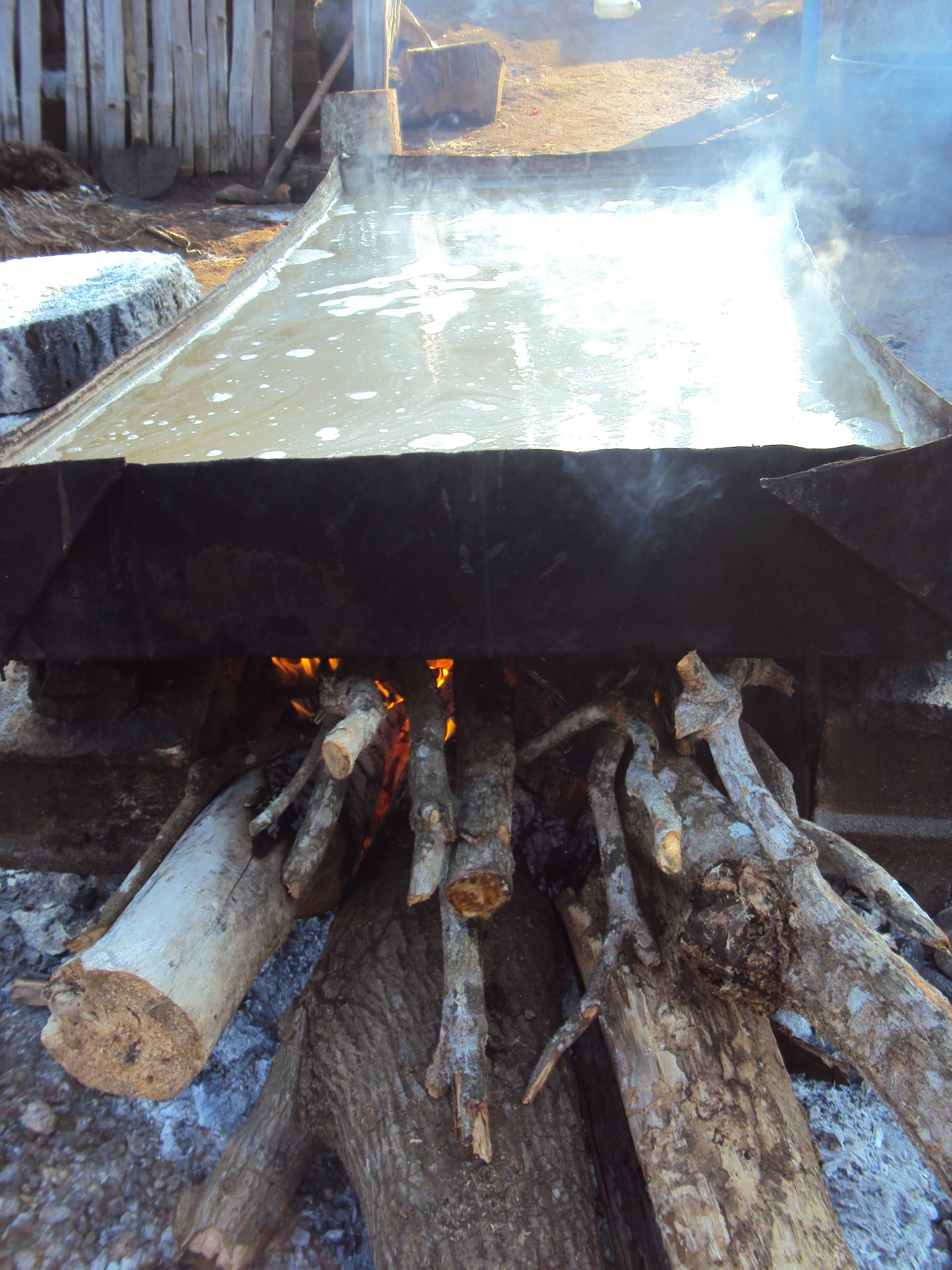
Évaporation de la saumure.
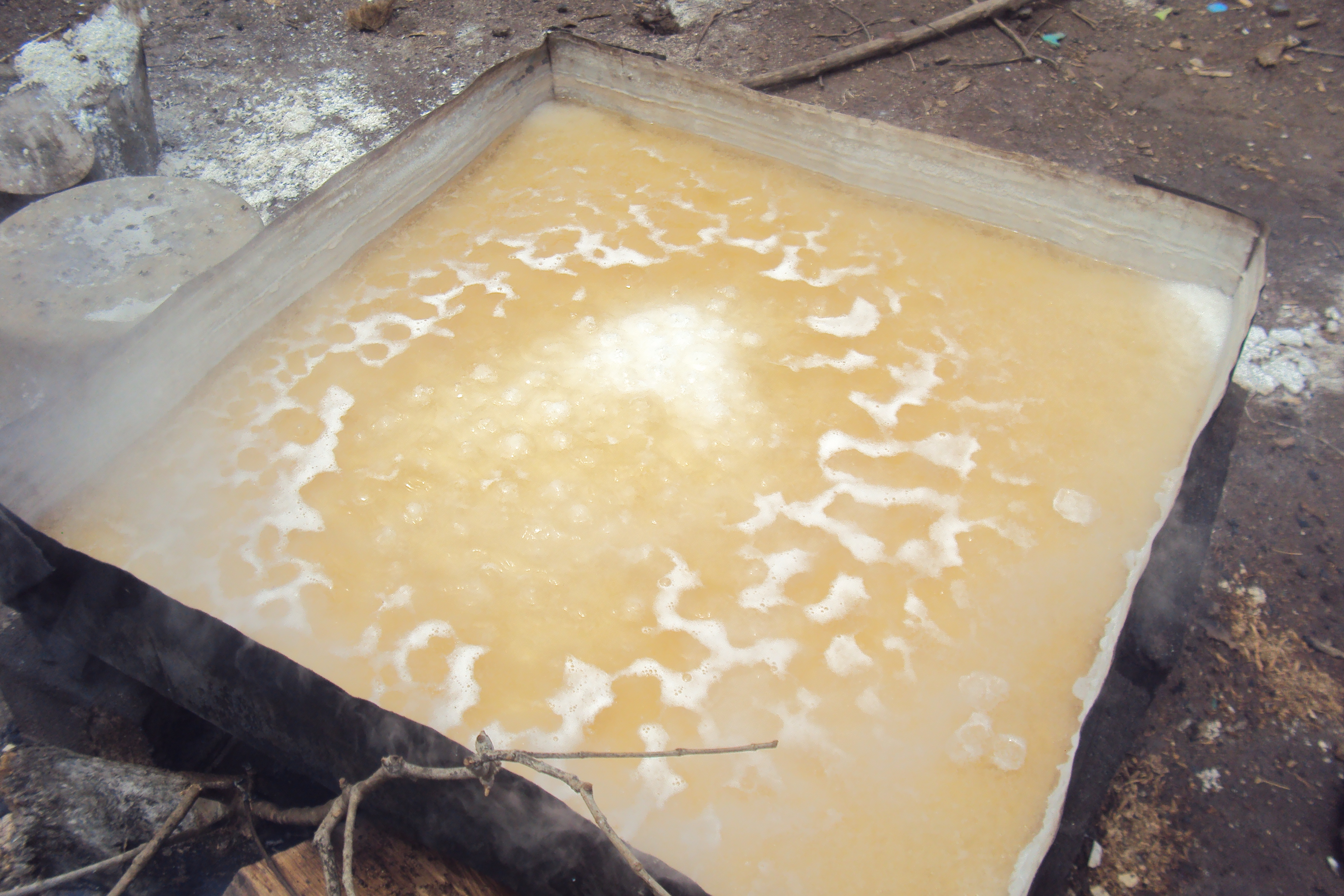
Cristallisation du sel.
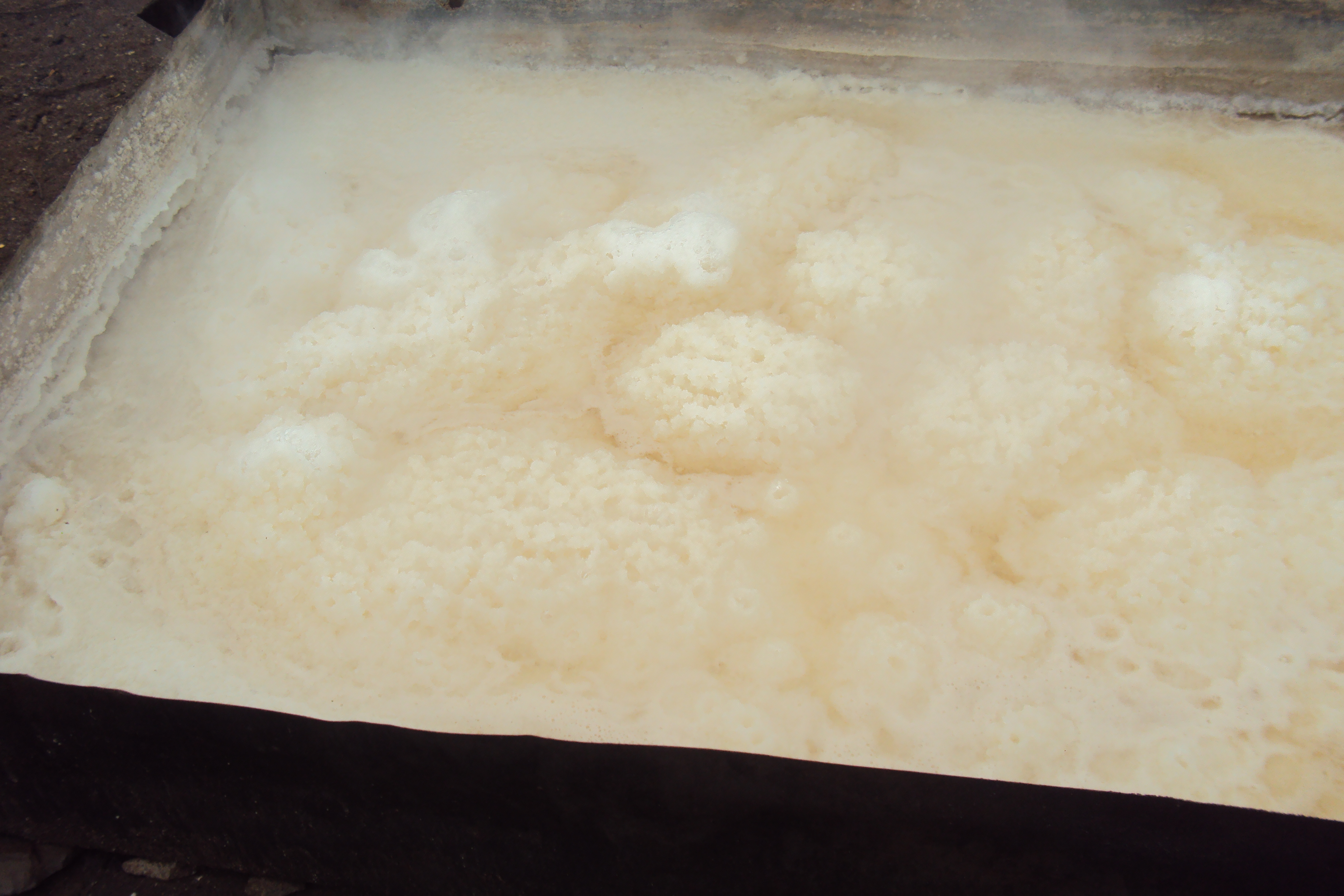
Cristaux de sel.

La saumure est transvasée dans un moule métallique où, sous l'action de la chaleur d'un foyer, l'eau va être éliminée par évaporation.
Les saunières procèdent à un écumage régulier de la mousse qui se forme à la surface du liquide qui chauffe.
Avec l'augmentation de la température, la vapeur d'eau s'en va, et les substances dissoutes telles que le sel sont extraites du liquide et se déposent au fond du moule.
Une fois la cristallisation terminée, les femmes recueillent les cristaux de sel à l'aide de l'écumoire dont elles se servent pour l'écumage.
En amont de ce travail, les femmes vont dans la forêt tropicale pour couper des fagots de bois qui sont stockés dans l'exploitation, et dont elles alimentent le foyer tout au long de l'évaporation.

## Conditionnement

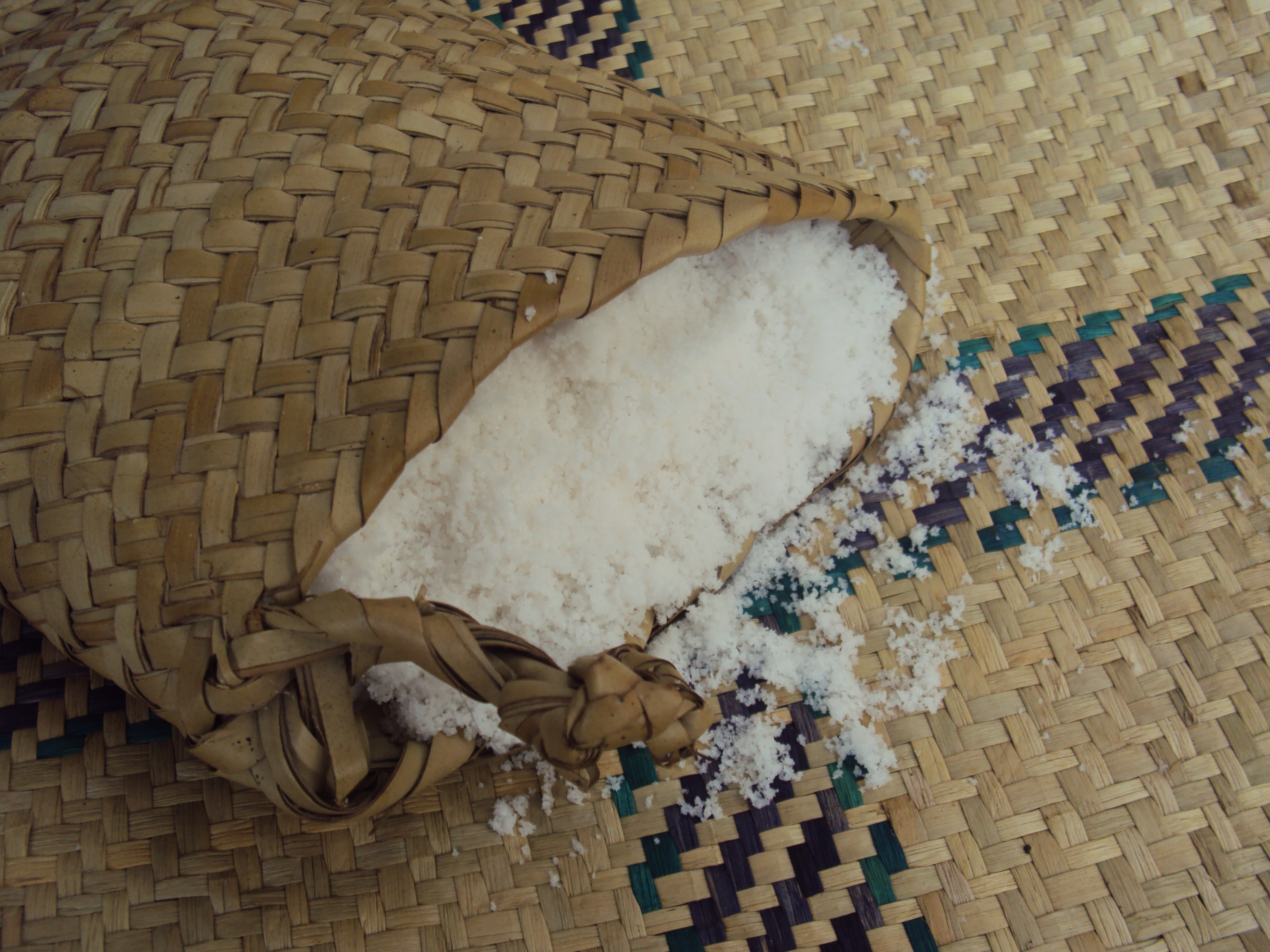
Le sel de Bandrélé.

En fonction de la vitesse de cristallisation, les femmes obtiennent du sel de différentes qualités : du gros sel ou du sel fin, qui est alors entreposé dans de larges corbeilles tressées en feuilles de coco, confectionnées par les salinières également vannières, puis conservé à l'intérieur des cabanes en tôle de l'exploitation artisanale où il va continuer à sécher.
Le sel est alors conditionné dans une vannerie plus raffinée pour être vendu au prix de 3 euros le kilo.

### Filmographie
- Mamas Shingos (Mayotte), court-métrage documentaire, La petite collection couleurs Outremers, 2012 (?), 7 min
- Mayotte/Les Mamas Shingos, documentaire, Sophie Jovillard, Echappées belles, diffusion 26/06/2010, 65 min